# Urdolmen von Zislow

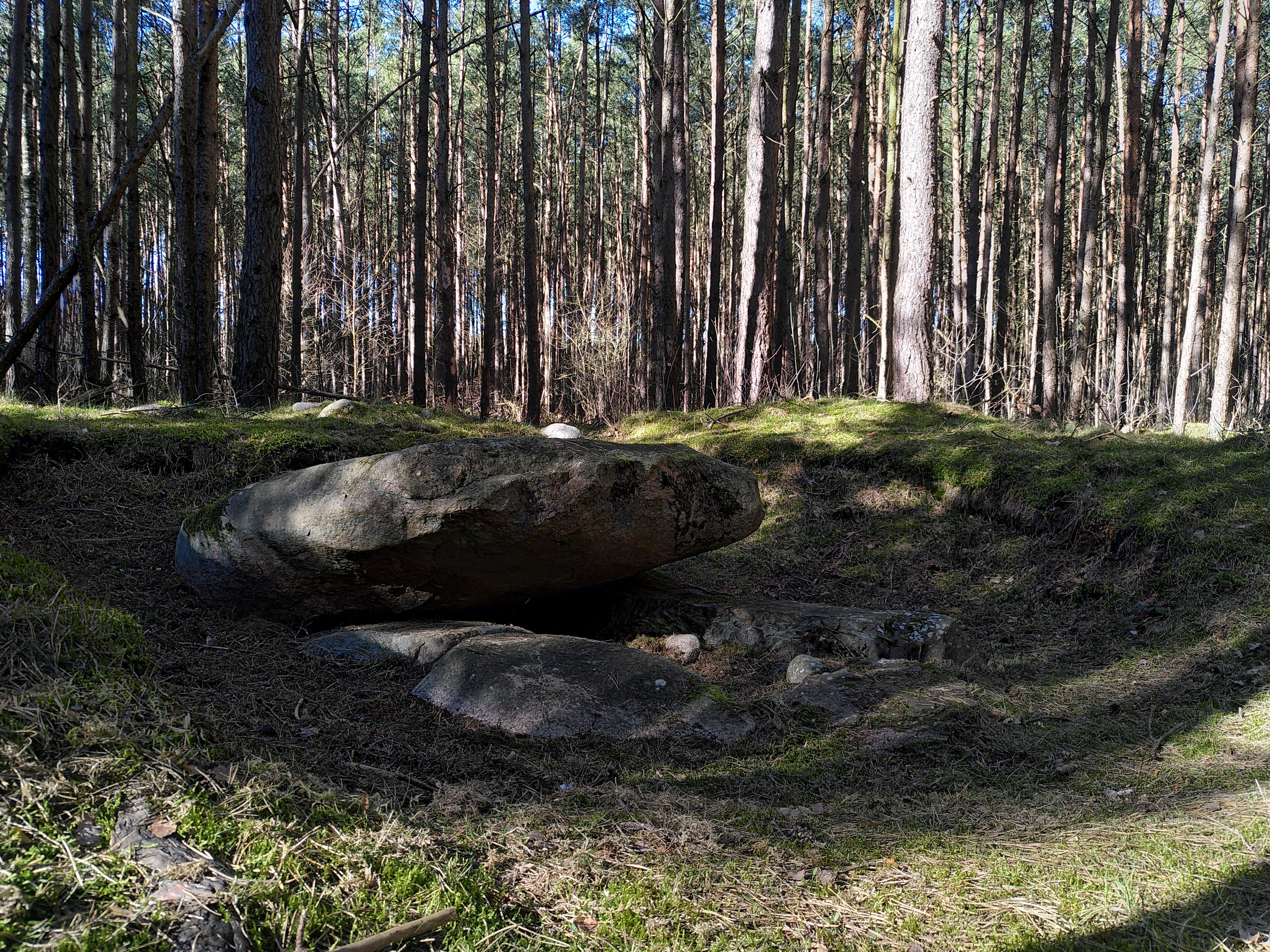
Urdolmen von Zislow

Der Urdolmen von Zislow in Zislow, bei Malchow (ohne Sprockhoff-Nr.) liegt in einem Waldstück, östlich der Straße von Zislow nach Suckow, im Westen des Landkreises Mecklenburgische Seenplatte in Mecklenburg-Vorpommern.
Bei der auch als Steinkiste bezeichneten, komplett erhaltenen Megalithanlage handelt es sich um eine Anlage der Baalberger Kultur, der älteren Ausprägung der Trichterbecherkultur (TBK – zwischen 3800 und 3400 v. Chr.). Die allseits geschlossene Anlage wurde 1985 entdeckt und ausgegraben.
Der große, durch die Ausgrabung etwas abgeschobene Deckstein lag über zwei einwärts geneigten Längsträgern aus Granit, von denen einer wohl schon beim Bau der Anlage zerbrach. Die schmalen Enden der Kammer waren mit Rotsandsteinplatten verschlossen. Der Boden der Kammer bestand aus einem Steinplattenpflaster und Lehmestrich. In der Kammer fanden sich die Reste zweier Skelette, darunter das eines 7- bis 14-jährigen Kindes. Außerdem wurden zwei Tongefäße gefunden.
Im Umfeld befinden sich das Hügelgrab von Zislow, der Rest eines bronzezeitlichen Hügelgrabes und ein Schalenstein.